# Nu priviți în sus
Nu priviți în sus (titlul original: în engleză Don't Look Up) este un film de comedie neagră american, realizat în 2021 de regizorul Adam McKay. Filmul a fost difuzat pe 8 și 10 decembrie 2021 în câteva cinematografe din diferite țări. Filmul a fost lansat în toată lumea pe Netflix pe 24 decembrie 2021.
Protagoniștii filmului sunt actorii Leonardo DiCaprio, Jennifer Lawrence, Meryl Streep și Jonah Hill.

## Rezumat
Kate Dibiasky, studentă la astronomie la Universitatea din Michigan, descoperă o cometă necunoscută. Profesorul ei, Dr. Randall Mindy, calculează că orbita cometei va intersecta orbita Pământului și că impactul va avea loc în aproximativ șase luni, distrugând toate ființele vii de pe Pământ.
Însoțiți de cercetătorul Teddy Oglethorpe, Kate și Randall călătoresc la Casa Albă pentru a-și prezenta descoperirile, dar sunt primiți cu indiferență de președinta țării Janie Orlean și de personalul ei, inclusiv de fiul ei Jason, șeful de cabinet. Încercările de a informa publicul printr-o emisiune de televiziune au eșuat și ele, deși scenele camerelor TV ale lui Kate se răspândesc ca un virus pe internet. Când Orlean este implicată într-un scandal sexual, ea anunță amenințarea cometei doar pentru a distrage atenția.
Vestea este în cele din urmă răspândită de mass-media și este lansată o navă spațială capabilă să lovească și să deturneze cometa, salvând astfel planeta Pământ.
Cu toate acestea, operațiunea este întreruptă imediat după decolare, când Peter Isherwell, un miliardar al tehnologiei și un susținător proeminent al președintei Orlean, descoperă că această cometa este formată din minerale în valoare de trilioane de dolari care au devenit rare pe Pământ.
Casa Albă intenționează să folosească cometa în scopuri comerciale prin spargerea acesteia pentru a-i reduce dimensiunea și apoi să adune bucățile. Kate și Teddy renunță imediat la operațiune în semn de protest, în timp ce Randall devine ascultător o figură proeminentă care pledează pentru oportunitățile comerciale ale cometei și începe o relație amoroasă cu prezentatoarea talk-show-ului Brie Evantee.
Lumea devine ideologic împărțită între cei care cer distrugerea completă a cometei, cei care condamnă panica nejustificată și cei care neagă că cometa există. Între timp, Kate se întoarce acasă în Michigan și începe o relație cu un tânăr, pe nume Yule. 
După ce soția sa, June, își dă seama de infidelitatea lui, Randall se înfurie și își exprimă frustrarea într-o emisiune în direct, criticând guvernul lui Orlean pentru că a neglijat apocalipsa iminentă și pune sub semnul întrebării indiferența umanității înainte de a părăsi clădirea și se împacă cu Kate.
Planul lui Orlean și Isherwell de a recupera materialele cometei eșuează, așa că trebuie să fugă împreună cu o echipă de americani bogați într-o navă spațială concepută pentru a găsi cea mai apropiată planetă asemănătoare Pământului.
Făcând acest lucru, îl lasă accidental pe Jason în urmă. Înainte de a pleca, Orlean îi oferă lui Randall un loc pe nava spațială, dar bărbatul refuză și preferă să-și petreacă ultimele clipe cu familia sa, Kate, Yule și Teddy. În cele din urmă, cometa se izbește de planetă și ucide pe toată lumea. 
Într-o scenă, douăzeci și două de mii de ani mai târziu, văzută în mijlocul listei de postgeneric, nava prezidențială aterizează pe o planetă extraterestră înfloritoare ca un paradis. Pasagerii se trezesc din hibernare și coboară observând mediul înconjurător.
Dar păsările enorme ale planetei îi atacă și îi ucid imediat. Scena de după postgeneric îl arată pe Jason supraviețuind dispariției vieții de pe Pământ și întreabându-se dacă mama lui se va mai întoarce oare, în timp ce documentează consecințele impactului pe telefonul său.

## Distribuție
- Leonardo DiCaprio – dr. Randall Mindy
- Jennifer Lawrence – Kate Dibiasky
- Meryl Streep – președinta Janie Orlean
- Cate Blanchett – Brie Evantee
- Rob Morgan – dr. Teddy Oglethorpe
- Jonah Hill – Jason Orlean, fiul președintei
- Mark Rylance – Peter Isherwell
- Tyler Perry – Jack Bremmer
- Timothée Chalamet – Yule
- Ron Perlman – Benedict Drask
- Ariana Grande – Riley Bina
- Kid Cudi – DJ Chello
- Himesh Patel – Phillip
- Melanie Lynskey – June Mindy, soția lui Randall
- Michael Chiklis – Dan Pawketty
- Tomer Sisley – Adul Grelio
- Paul Guilfoyle – generalul Themes
- Robert Joy – congresmanul Tenant
- Jack Alberts – Oliver
- Ting Lik – Win
- Lance A. Williams – Daniel
- Shimali De Silva – Nisha
- Hettienne Park – dr. Calder